# Marone (artiest)
Marwan Ahmed, bekend onder zijn artiestennaam Marone, is een Nederlands rapper en producer.

## Levensloop
Ahmed groeide op in Maastricht. Tijdens zijn jeugd ging Ahmed naar de Rockacademie in Tilburg, waar hij ook rapper Ares leerde kennen. In 2013 deed hij mee aan BNN’s The Next MC. In 2016 bracht Ahmed twee singles genaamd Gang en Niet Bellen uit, in aanloop van zijn EP Korte Zomers, Lange Winters die tegen het einde van datzelfde jaar werd uitgebracht.
In april 2018 volgde de mixtape L.I.E.Z. (Lacken Is Een Ziekte), samen met een korte film. Eind 2018 won hij de finale van de FunX Talent Vibes. Minder dan een maand later bracht Ahmed zijn nieuwe single Spotlight uit, in samenwerking met rappers Mennoboomin & SXTEEN. Ahmed sloot het jaar af met een EP onder de naam Vibes.

## Discografie

### Album
| Jaar | Album                           | Label       | Opmerkingen |
| ---- | ------------------------------- | ----------- | ----------- |
| 2016 | Korte zomers, Lange Winters     | Sobmusic    | Album       |
| 2018 | L.I.E.Z. (Lacken Is Een Ziekte) | Roq n Rolla | Mixtape     |
| 2018 | Vibes                           | Roq n Rolla | EP          |

### Singles
| Jaar | Titel            | Featuring                            | Album                       |
| ---- | ---------------- | ------------------------------------ | --------------------------- |
| 2016 | Gang             | Chievva                              | Korte zomers, Lange Winters |
| 2016 | Niet bellen      | Chievva                              | Korte zomers, Lange Winters |
| 2016 | Ander            | Chivv                                | Korte zomers, Lange Winters |
| 2016 | That’s It        | Ares                                 | Korte zomers, Lange Winters |
| 2016 | Stack Benz       | Kosso, Fluid                         | -                           |
| 2017 | Tot laat online  | Ajay                                 | -                           |
| 2017 | Zadel            | Taylor Walcott                       | -                           |
| 2017 | Oude Matties     | -                                    | -                           |
| 2018 | All Eyes         | Snelle                               | -                           |
| 2018 | Me Love          | Capital Candy, Divelorie             | -                           |
| 2018 | Dollars          | Joa Beats                            | Vibes                       |
| 2018 | Don't lie        | Mr. Wonder, Marone, Kimberley Janice | -                           |
| 2019 | Mijn naam is Uno | Kosso, tisjeboyJay                   | Vibes                       |
| 2019 | Probleem         | Mohiem                               | Vibes                       |
| 2020 | Kleine Jongen    | Weld el 15, Amyne                    | -                           |